# Estroncioortojoaquinita
L'estroncioortojoaquinita és un mineral de la classe dels silicats, que pertany al grup de la joaquinita. Anomenada així en al·lusió al seu contingut en estronci, la seva estructura cristal·lina ortoròmbica i la seva relació amb la joaquinita. És un dimorf de la estronciojoaquinita i isoestructural amb la bario-ortojoaquinita.

## Característiques
L'estroncioortojoaquinita és un silicat de fórmula química (Na,Fe)₂Sr₂Ba₂Ti₂[Si₄O₁₂]₂O₂(O,OH)₂·H₂O. Cristal·litza en el sistema ortoròmbic. La seva duresa a l'escala de Mohs és 5,5.
Segons la classificació de Nickel-Strunz, l'estroncioortojoaquinita pertany a «09.CE - Ciclosilicats amb enllaços senzills de 4 [Si₄O₁₂]8- (vierer-Einfachringe), sense anions complexos aïllats» juntament amb els següents minerals: verplanckita, papagoïta, nagashimalita, taramel·lita, titantaramel·lita, barioortojoaquinita, byelorussita-(Ce), joaquinita-(Ce), ortojoaquinita-(Ce), estronciojoaquinita, baotita, ortojoaquinita-(La), labuntsovita-Mn, nenadkevichita, lemmleinita-K, korobitsynita, kuzmenkoïta-Mn, vuoriyarvita-K, tsepinita-Na, karupmøllerita-Ca, labuntsovita-Mg, labuntsovita-Fe, lemmleinita-Ba, gjerdingenita-Fe, neskevaaraïta-Fe, tsepinita-K, paratsepinita-Ba, tsepinita-Ca, alsakharovita-Zn, gjerdingenita-Mn, lepkhenelmita-Zn, tsepinita-Sr, paratsepinita-Na, paralabuntsovita-Mg, gjerdingenita-Ca, gjerdingenita-Na, gutkovaïta-Mn, kuzmenkoïta-Zn, organovaïta-Mn, organovaïta-Zn, parakuzmenkoïta-Fe, burovaïta-Ca, komarovita i natrokomarovita.

## Formació i jaciments
S'ha descrit en dics d'amfibolita amb quars i albita que tallen serpentinites. S'ha trobat associada a benitoïta i leucosfenita. Només s'ha descrit a la seva localitat tipus: Ohmi, Prefectura de Niigata, Japó.